# Skillingarydsfältet
Skillingarydsfältet este o arie protejată (arie specială de conservare — SAC, sit de importanță comunitară — SCI, arie de protecție specială avifaunistică — SPA) din Suedia întinsă pe o suprafață de 1.101,6 ha, integral pe uscat.

## Localizare
Centrul sitului Skillingarydsfältet este situat la coordonatele 57°27′17″N 14°08′09″E / 57.4547°N 14.1359°E.

## Înființare
Situl Skillingarydsfältet a fost declarat sit de importanță comunitară în decembrie 1998 pentru a proteja 8 specii de animale. Alte tipuri de protecție:
- arie de protecție specială avifaunistică (în mai 2006)[2]
- arie specială de conservare (în martie 2011)[1][3][4]

## Biodiversitate
Situată în ecoregiunea boreală, aria protejată conține 7 habitate naturale: Cursuri de apă de la nivel de câmpie la nivel montan, cu vegetație Ranunculion fluitantis și Callitricho-Batrachion, Taiga vestică, Pajiști uscate europene, Pajiști cu Molinia pe soluri calcaroase, turboase sau argilos-nămoloase (Molinion caeruleae), Mlaștini turboase de tranziție și turbării mișcătoare, Lacuri și iazuri distrofice naturale, Mlaștini împădurite.
La baza desemnării sitului se află mai multe specii protejate:
- păsări (7): cocoșul de mesteacăn (Bonasa bonasia), caprimulg (Caprimulgus europaeus), ciocănitoare neagră (Dryocopus martius), ciuvică (Glaucidium passerinum), sfrâncioc roșiatic (Lanius collurio), ciocârlie de pădure (Lullula arborea), cocoșul de mesteacăn (Tetrao tetrix tetrix)
- nevertebrate (1): libelule (Leucorrhinia pectoralis)